# Eishockey-Nationalliga (Österreich) 1988/89
Die Saison 1988/89 der österreichischen Eishockey-Nationalliga wurde mit sechs Mannschaften ausgetragen. Meister wurde der Kapfenberger SV. 

## Teilnehmerfeld und Modus
Mit dem UEC Mödling stieg ein Club aus dem Raum Wien nach der Vorsaison aus der Liga aus. Dieser wurde durch den EC Kitzbühel aus Tirol ersetzt. Gespielt wurde zunächst eine doppelte Hin- und Rückrunde. Der Platzierung folgend wurden anschließend Bonuspunkte verteilt und eine weitere einfache Hin- und Rückrunde ausgetragen. Die beiden besten Clubs qualifizierten sich für das Finale, das im Modus Best-of-three ausgetragen wurde. 

## Grunddurchgang

### Tabelle nach dem ersten Grunddurchgang (20 Runden)
| Rang | Team            | Spiele | S  | U | N  | Tore    | TVH | Punkte |
| ---- | --------------- | ------ | -- | - | -- | ------- | --- | ------ |
| 1    | Kapfenberger SV | 20     | 14 | 2 | 4  | 148:89  | +59 | 30     |
| 2    | ATSE Graz       | 20     | 13 | 1 | 6  | 129:95  | +34 | 27     |
| 3    | WAT Stadlau     | 20     | 10 | 3 | 7  | 115:80  | +35 | 23     |
| 4    | EK Zell am See  | 20     | 11 | 1 | 8  | 153:125 | +28 | 23     |
| 5    | EC Kitzbühel    | 20     | 4  | 1 | 15 | 65:131  | −66 | 9      |
| 6    | EV Zeltweg      | 20     | 4  | 0 | 16 | 88:185  | −97 | 8      |

### Tabelle nach dem zweiten Durchgang (10 Runden)
| Rang | Team            | Spiele | S | U | N  | Tore   | TVH | Punkte |
| ---- | --------------- | ------ | - | - | -- | ------ | --- | ------ |
| 1    | Kapfenberger SV | 10     | 8 | 1 | 1  | 77:47  | +30 | 21 (4) |
| 2    | ATSE Graz       | 10     | 7 | 1 | 2  | 85:37  | +48 | 18 (3) |
| 3    | WAT Stadlau     | 10     | 6 | 1 | 3  | 64:45  | +19 | 15 (2) |
| 4    | EK Zell am See  | 10     | 4 | 2 | 4  | 67:70  | −3  | 11 (1) |
| 5    | EC Kitzbühel    | 10     | 2 | 1 | 7  | 46:58  | −12 | 5 (0)  |
| 6    | EV Zeltweg      | 10     | 0 | 0 | 10 | 35:117 | −82 | 0 (0)  |

## Playoffs

### Finale
| Serie                               | Endstand | Spiel 1 | Spiel 2 | Spiel 3 |
| ----------------------------------- | -------- | ------- | ------- | ------- |
| Kapfenberger SV (1) – ATSE Graz (2) | 2:1      | 8:4     | 8:9     | 6:4     |

Mit dem Sieg im Finale verteidigte der SV Kapfenberg erfolgreich seinen Titel aus dem Vorjahr. Beide Finalteilnehmer stiegen in der folgenden Saison in die Bundesliga auf. 